# Rainieria paraffinis
Rainieria paraffinis är en tvåvingeart som beskrevs av Willi Hennig 1935. Rainieria paraffinis ingår i släktet Rainieria och familjen skridflugor.
Artens utbredningsområde är Guyana. Inga underarter finns listade i Catalogue of Life.